# Groot Landschap
Groot Landschap is een kunstwerk in het Sloterpark in Amsterdam-Nieuw-West.
Dit grote cortenstalen beeld is het werk van beeldend kunstenaar Wessel Couzijn en is uitgevoerd door bronsgieter Mart Joosten. Het plaatstalen beeld meet 22 bij 12 bij 3,5 meter en is hier in 1974 geplaatst op een daartoe opgeworpen heuvel.
In de volksmond kreeg het al gauw de naam Groot vliegtuigongeluk. Couzijns Belichaamde eenheid in Rotterdam onderging een vergelijkbaar lot; dat kreeg daar de bijnaam Schroothoop. Geert Lebbing omschrijft het Groot Landschap in 2005 in Trouw als "een majestueus gebaar, een hedendaags hunnebed". Het Amsterdams Fonds voor de Kunst (AFK) en het Instituut Collectie Nederland onderstreepten het nationale (en wellicht internationale) belang van dit markante kunstwerk.
Eind 20e eeuw raakte het kunstwerk in verval. Niet gefundeerd dreigde het van de heuvel af te vallen, door corrosie waren grote gaten ontstaan, graffitispuiters spoten er hun leuzen op. Museumdirecteuren als Jean Leering van het Van Abbemuseum, Rudi Oxenaar van het Kröller-Müller Museum en Edy de Wilde van het Stedelijk Museum luidden al midden jaren negentig de noodklok. Herstel bleef echter uit.
In 2005 ondernam beeldend vormgever Geert Lebbing actie om het beeld in ere te herstellen. In zijn Pleidooi noemde hij Couzijns werk zijn geliefde, een soort hunebed, een gewijde plaats tussen hemel en aarde. Terwijl sloop dreigde vormde hij een Comité van Aanbeveling met onder anderen Couzijns ex-echtgenote Pearl Perlmuter, ontwerper Wim Crouwel, architect Jan Hoogstad en museumdirecteur Gijs van Tuyl. Voor het herstel ontwikkelde Lebbing een speciale werkmethode en stelde hij voor dat het geld van de in dat jaar niet uitgereikte Amsterdamprijs voor de Kunst daartoe aangewend zou kunnen worden. Uiteindelijk kon de toenmalige deelgemeente Geuzenveld-Slotermeer in 2006 opdracht geven om Groot Landschap onder regie van Lebbing te laten funderen en restaureren. Dat werk is medio 2006 ter plaatse uitgevoerd. Het beeld is op 15 september 2006 feestelijk her-onthuld.
Daarbij is in de voet van de heuvel een tekstbordje geplaatst: "Groot Landschap. Dit kunstwerk van beeldhouwer Wessel Couzijn (1912-1984) werd uitgevoerd door Mart Joosten (1932-2006) en bij de aanleg van dit park in 1974 op deze heuvel geplaatst. Het is gemaakt van cortènstaal, meet 22x12x3,5 m en stelt niets anders dan zichzelf voor. Als een hunebed, een gebaar tussen hemel en aarde. Het beeld is in 2006 gerestaureerd en wil graag in goede staat blijven".
Het Kröller-Müller Museum beschikt in bruikleen over een voorstudie van Groot Landschap. Dit object is aanzienlijk kleiner (150 bij 650 bij 120 cm) en is van aluminium

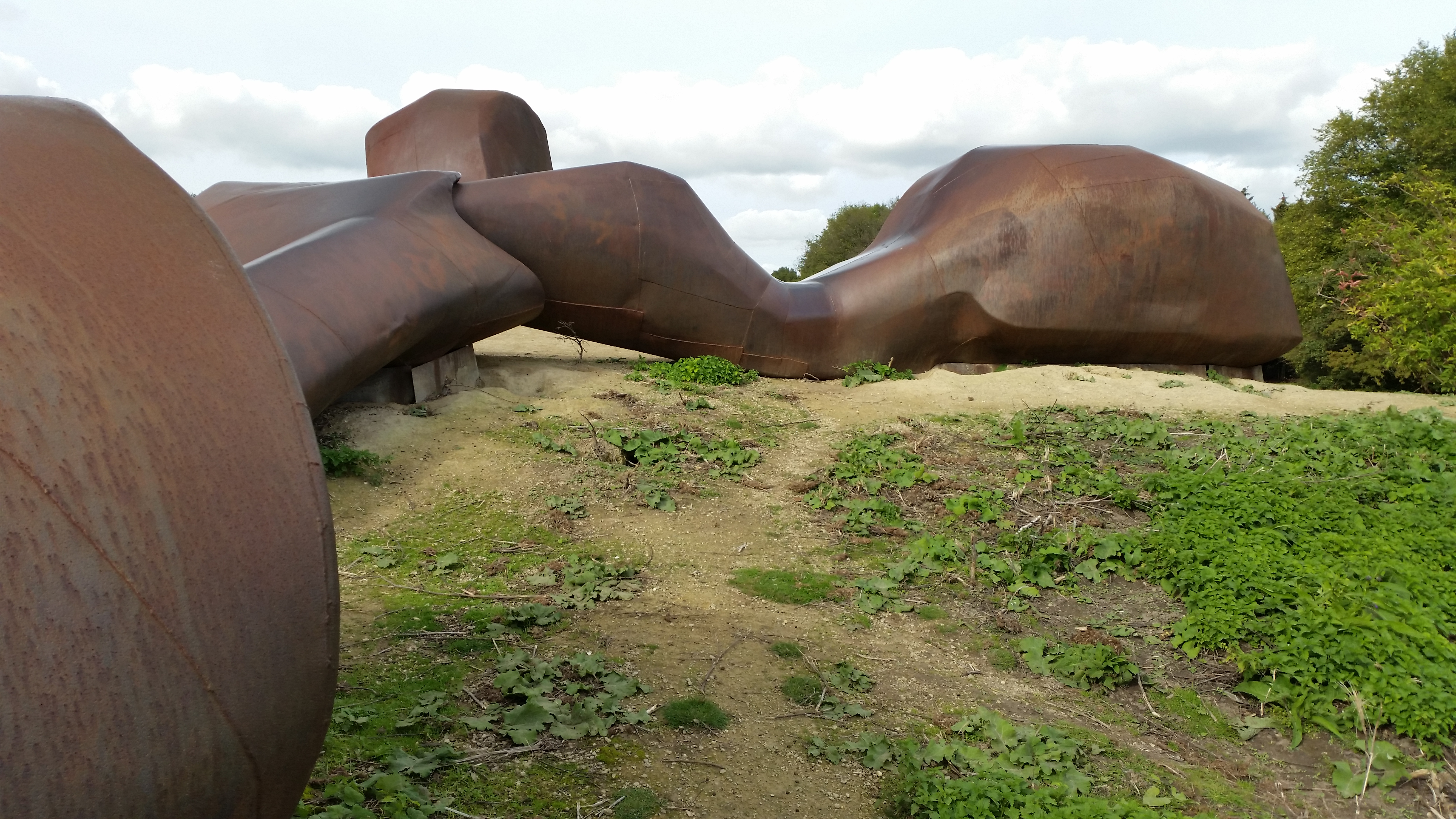
Detail van Groot landschap (oktober 2018)